# Chalybion accline
Chalybion accline är en biart som först beskrevs av Franz Friedrich Kohl 1918.
Chalybion accline ingår i släktet Chalybion och familjen grävsteklar. Inga underarter finns listade i Catalogue of Life.